# روبان

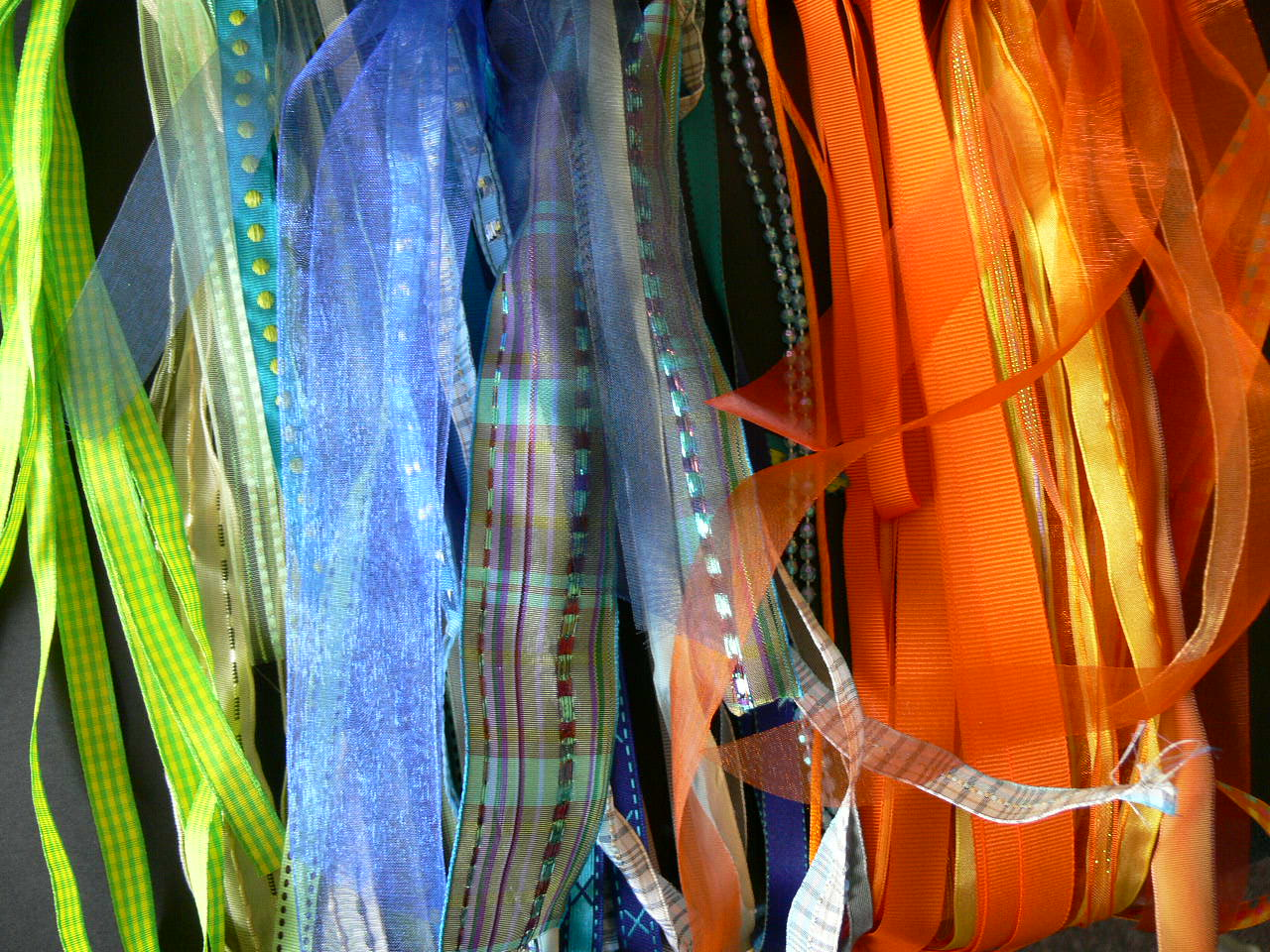
چند روبان به رنگ‌های مختلف

روبان (به فرانسوی: ruban) یک نوار نازک از موادی چون پارچه، فلز یا پلاستیک است که در درجهٔ اول کاربردهای زینتی و استفاده در بسته‌بندی دارد. روبان پارچه‌ای است که از مواد طبیعی چون ابریشم، مخمل، پنبه، کنف و همین‌طور مواد مصنوعی چون پلی‌استر، نایلون و پلی‌پروپلین ساخته می‌شود. روبان های پارچه ای ممکن است ساتن و یا حریر باشند. از روبان در مقاصد زینتی و نمادین بی‌شماری استفاده می‌شود. فرهنگ‌های مختلف در سراسر دنیا از روبان برای مقاصد مختلف چون موها و سایر اجزای بدن گرفته تا به عنوان تزئینات (زینت) حیوانات، تزیینات گل، تزیینات هدیه، و بسته‌بندی‌های خود استفاده می‌کنند. ساتن، ابریشم و مخمل از جمله پارچه‌های محبوبی هستند که برای ساخت روبان مورد استفاده قرار می‌گیرند.
امروزه روبان دوزی یکی از هنرهای محبوب است که در آن، با استفاده از روبان در رنگهای مختلف، روی پارچه، سبد و ... طرح های زیبا از جمله طرح گل، خلق می‌شود. 